# Xã đặc quyền Grass Lake, Michigan
Xã Grass Lake (tiếng Anh: Grass Lake Township) là một xã thuộc quận Jackson, tiểu bang Michigan, Hoa Kỳ. Năm 2010, dân số của xã này là 5.684 người.